# Josip Pirmajer
Josip Pirmajer, slovenski nogometaš in trener, * 14. februar 1944, Trbovlje - umrl: 24 junij 2018, Srbobran.
Pirmajer je kariero začel in končal pri klubu RFK Novi Sad. V jugoslovanski ligi je igral še za kluba Partizan in Vojvodina, med letoma 1972 in 1975 pa za francoski Nîmes Olympique. Za jugoslovansko reprezentanco je odigral štiri tekme, natopil je tudi na Olimpijskih igrah 1964.
Treneral je klube RFK Novi Sad, Vojvodina, Beograd, Sileks, Big Bul Bačinci, Bečej in nazadnje leta 2011 Slogo Erdevik.